# Giải vô địch thế giới Liên Minh Huyền Thoại
Giải vô địch thế giới Liên Minh Huyền Thoại (tiếng Anh: League of Legends World Championship; viết tắt: Worlds; thường được gọi trong tiếng Việt là: Chung kết Thế giới) là một giải đấu thể thao của trò chơi điện tử Liên Minh Huyền Thoại được tổ chức hàng năm bởi Riot Games. Mùa đầu tiên được tổ chức vào tháng 6 năm 2011 tại sự kiện DreamHack ở Jönköping, Thụy Điển với tổng giải thưởng có trị giá 100.000 USD, trong đó đội vô địch nhận được 50.000 USD. Sau đó, Riot thông báo rằng họ sẽ chi trả số tiền lên tới 5 triệu USD vào mùa 2. Trong số này, 2 triệu USD để chi trả cho các đối tác của Riot bao gồm IPL và các hiệp hội thể thao điện tử lớn khác, 2 triệu USD dành cho vòng loại Giải vô địch thế giới mùa 2 và Riot, còn lại sẽ dành cho các khoản chi cho hoạt động tổ chức Giải vô địch thế giới mùa 2.
Giải đấu được ca ngợi vì những màn trình diễn mang tính biểu tượng, được tổ chức một cách chuyên nghiệp và hoành tráng, đồng thời cũng nhận được đông đảo sự chú ý trên toàn thế giới do tính chất kịch tính và mang lại cảm xúc cho người xem. Năm 2018, tại trận chung kết đã có hơn 99,6 triệu người theo dõi, phá vỡ kỷ lục lượt xem trước đó tại trận chung kết năm 2017.
Năm 2020 là năm đánh dấu kỉ niệm 10 năm hình thành, phát triển của Giải vô địch thế giới, và theo kế hoạch ban đầu, Giải vô địch thế giới 2020 được tổ chức tại 6 thành phố của Trung Quốc với trận chung kết sẽ được tổ chức tại sân vận động Thượng Hải. Trước đó, Riot Games cũng đã có kế hoạch biến Giải vô địch thế giới 2020 - mà trọng tâm là lễ khai mạc trận chung kết - trở thành sự kiện thể thao lớn và hoành tráng bậc nhất từ trước tới nay trong lịch sử thể thao điện tử nói riêng cũng như thể thao nói chung, nhưng do sự bùng phát không kiểm soát được của đại dịch COVID-19 tại thời điểm đó mà mọi kế hoạch này tạm thời đã được hủy bỏ.
Vào ngày 31 tháng 10 năm 2020, lần đầu tiên sau một khoảng thời gian giải đấu diễn ra mà không có khán giả tham dự, tại địa điểm tổ chức trận chung kết -  sân vận động Phố Đông đã có hơn 6000 khán giả giới hạn có mặt để theo dõi trận đấu tranh chức vô địch Giải vô địch thế giới 2020 giữa DAMWON Gaming và Suning. Trước đó, lễ khai mạc trận chung kết đã diễn ra với sự góp mặt của nhóm nhạc nữ ảo K/DA và nhiều nghệ sĩ khác tham gia biểu diễn cùng các hiệu ứng và âm thanh hoành tráng nhờ các công nghệ tiên tiến.
Giải vô địch thế giới Liên Minh Huyền Thoại là giải đấu rất thành công và là một trong những giải đấu danh giá, giải đấu thể thao điện tử được xem nhiều nhất trên thế giới. Nhờ các sự kiện nổi bật đó mà bộ môn này đã được đưa vào thi đấu tại Đại hội Thể thao châu Á 2022.
Giải đấu được tổ chức luân phiên tại các địa điểm trên các quốc gia và khu vực khác nhau mỗi năm. T1 (Hàn Quốc) đang là đội có thành tích tốt nhất lịch sử giải đấu với 5 lần vô địch (2013, 2015, 2016, 2023, 2024)

## Lịch sử

### Mùa 1 (2011)
Giải vô địch thế giới Mùa 1 được tổ chức vào tháng 6 năm 2011 tại Trung tâm DreamHack - Thụy Điển, với giải thưởng trị giá 100.000 USD. Giải đấu bao gồm 8 đội tham dự đến từ các khu vực Bắc Mỹ, Đông Nam Á và châu Âu. Toàn bộ giải đấu có hơn 1,6 triệu khán giả theo dõi sự kiện được phát sóng trực tiếp qua màn ảnh, và trong một trận đấu bán kết đã có hơn 210.000 người xem theo dõi. Tuyển thủ đi rừng Maciej "Shushei" Ratuszniak được vinh danh là tuyển thủ xuất sắc nhất (MVP) giải đấu sau khi Fnatic đánh bại against All authority với tỉ số 2-1 và lên ngôi vô địch. Đây là lần đầu tiên và duy nhất một đội tuyển phương Tây giành chức vô địch.
Tuy gọi là "giải vô địch thế giới", nhưng Giải vô địch thế giới mùa 1 lại mang tính chất biểu diễn giữa Bắc Mỹ và Châu Âu hơn là một sự kiện toàn cầu thực sự. Tại thời điểm này các đội có những ý tưởng rất khác nhau về lối chơi LMHT, các chiến thuật và chế độ luyện tập bài bản như ngày nay vẫn chưa được áp dụng. Thay vào đó, các chiến thuật được phát triển riêng lẻ tại hai khu vực chính: Bắc Mỹ và Châu Âu, với sự khác biệt chính trong meta, trong khi Bắc Mỹ sử dụng lối chơi đường dưới kép, thì Châu Âu lại áp dụng sự kết hợp giữa xạ thủ và hỗ trợ hiện đại.

### Mùa 2 (2012)

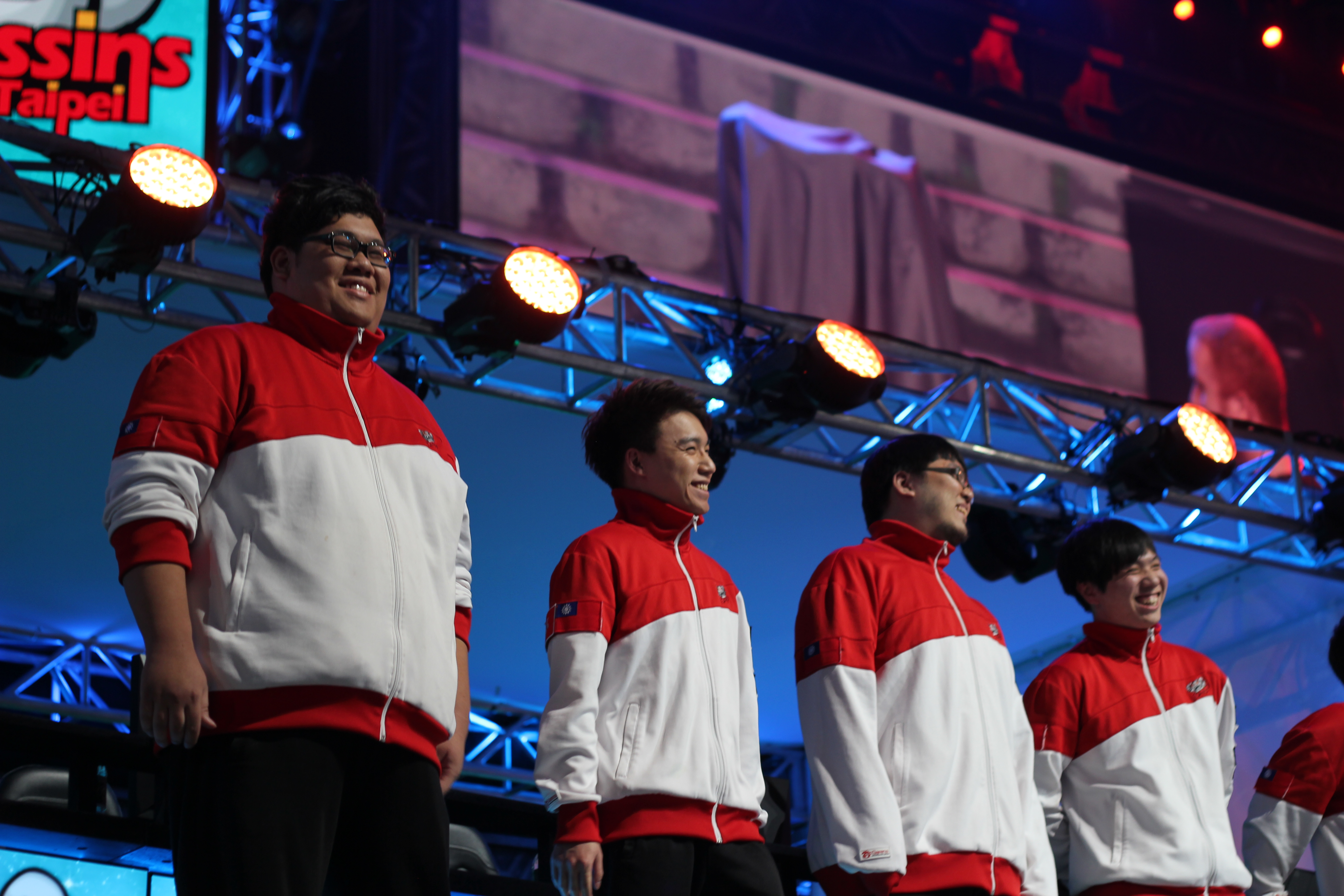
Đội vô địch Taipei Assassins, tại mùa 2.

Giải vô địch thế giới mùa 2 được tổ chức vào đầu tháng 10 năm 2012 tại Los Angeles, California. 12 đội trên toàn thế giới tham gia giải đấu có tổng giải thưởng lớn nhất trong lịch sử các giải đấu thể thao điện tử vào thời điểm đó là 2 triệu USD, với 1 triệu USD dành cho đội vô địch. Trận chung kết diễn ra vào ngày 13 tháng 10 tại Trung tâm Galen - Đại học Nam California trước 10.000 người hâm mộ và được phát sóng bằng 13 ngôn ngữ khác nhau. Trong trận chung kết, đội tuyển đến từ Đài Loan - Taipei Assassins đã chiến thắng đội tuyển Hàn Quốc - Azubu Frost với tỉ số 3-1, qua đó giành lấy chức vô địch của giải đấu.
Giải vô địch thế giới mùa 2 đã thu hút hơn 8 triệu người xem, với đỉnh điểm lên tới 1,1 triệu người xem cùng lúc trong trận chung kết, biến giải đấu này trở thành sự kiện esports được theo dõi nhiều nhất trong lịch sử vào thời điểm đó.

### Mùa 3 (2013)

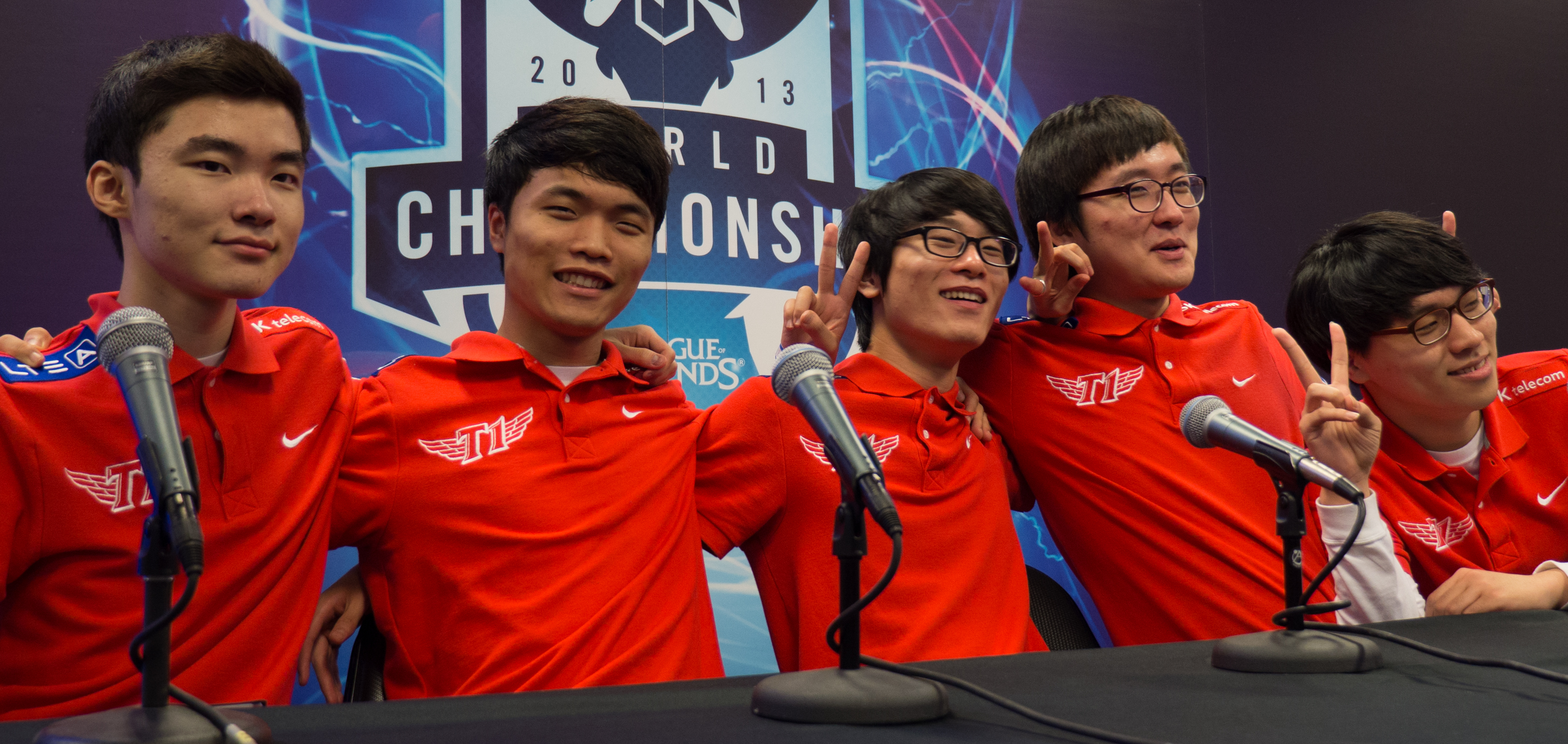
Đội vô địch SK Telecom T1, tại mùa 3.

Giải vô địch thế giới mùa 3 được tổ chức tại Los Angeles, California. Có tất cả 14 đội đến từ các khu vực Bắc Mỹ, Hàn Quốc, Trung Quốc, Đông Nam Á, châu Âu và 1 đội chiến thắng tại vòng loại dành cho các khu vực nhỏ. Tổng số tiền thưởng của Giải vô địch thế giới Mùa 3 là 1.550.000 USD. Trận chung kết đã được tổ chức tại đấu trường thể thao Trung tâm Staples - Los Angeles vào ngày 4 tháng 10 năm 2013 với chức vô địch dành cho đội tuyển SK Telecom T1 đến từ Hàn Quốc cùng với số tiền thưởng 1 triệu USD. Đội giành vị trí Á quân là Royal Club đến từ Trung Quốc với số tiền thưởng nhận được là 250.000 USD. 
Giải vô địch thế giới Mùa 3 được phát sóng trực tuyến trên Twitch vào 4 tháng 10, và đã có tổng cộng 32 triệu người theo dõi, và 8,5 triệu người xem cùng một lúc, 8,5 triệu người xem đồng thời này đã ngang bằng với với sự kiện "hơn 8 triệu người" đã theo dõi cú nhảy của Felix Baumgartner từ rìa vũ trụ. Con số chính xác cho các sự kiện phát trực tuyến rất khó xác định, nhưng All Things D báo cáo rằng bước nhảy của Baumgartner là "sự kiện lớn nhất từ trước đến nay của video trên web". Các con số phá vỡ các kỷ lục trước đó về số lượng người xem một giải đấu thể thao điện tử, qua đó cho thấy rằng trò chơi này có thể cạnh tranh với nhiều chương trình truyền hình khác về quy mô và doanh thu.

### Mùa 4 (2014)
Giải vô địch thế giới Liên Minh Huyền Thoại 2014 được tổ chức từ ngày 18/9 đến ngày 19/10/2014 tại Đài Bắc, Singapore và Seoul, với trận chung kết diễn ra tại Sân vận động World Cup Seoul ở Seoul, Hàn Quốc. Tổng giải thưởng cho Giải vô địch thế giới Mùa 4 là 2.130.000 USD và đội vô địch sẽ giành được số tiền thưởng 1 triệu USD. Có tổng cộng 16 đội đủ điều kiện tham dự trong đó có 14 đội đến từ 5 khu vực là Bắc Mỹ, châu Âu, Trung Quốc, Hàn Quốc, Đông Nam Á (bao gồm cả Đài Loan) và 2 đội là đại diện các khu vực Liên Minh Huyền Thoại còn lại trên thế giới tham gia tranh tài. Vòng bảng bắt đầu 18 tháng 9 và kết thúc ngày 28 tháng 9 năm 2014 sẽ chọn ra 8 đội nhất nhì bốn bảng vào vòng tứ kết. Giai đoạn hai của giải đấu sẽ bắt đầu ngày 3 tháng 10 và kết thúc ngày 19 tháng 10 với trận chung kết diễn ra tại sân vận động Sangam, Seoul. Trong trận chung kết, đại diện của Hàn Quốc là Samsung Galaxy White đã đánh bại đội tuyển Trung Quốc Star Horn Royal Club để trở thành đội vô địch tại giải Giải vô địch thế giới Liên Minh Huyền Thoại 2014.
Ban nhạc Mỹ nổi tiếng Imagine Dragons đã biểu diễn bài hát chủ đề của giải đấu - "Warriors" tại lễ khai mạc trận chung kết hoành tráng diễn ra tại Hàn Quốc. Đây cũng là bài hát chủ đề đầu tiên của giải đấu. Khoảng 40.000 người hâm mộ đã tham dự trận chung kết giữa Samsung White và Star Horn Royal Club. Ước tính đã có 288 triệu lượt xem tích lũy trong toàn bộ giải đấu. Các trận đấu của Giải vô địch thế giới 2014 đã được phát trực tiếp bởi 40 đối tác phát sóng và bằng 19 thứ tiếng. Trận chung kết được theo dõi bởi 27 triệu người, với lượng người xem đồng thời lên tới hơn 11 triệu người xem.

### Mùa 5 (2015)
Giải vô địch thế giới Liên Minh Huyền Thoại 2015 được tổ chức tại 4 nước châu Âu vào tháng 10 với thể thức thi đấu tương tự giải đấu năm trước. Lại một lần nữa chức vô địch gọi tên SK Telecom T1, giúp họ là đội đầu tiên hai lần vô địch giải đấu này. Tuyển thủ xuất sắc nhất giải đấu là MaRin, người chơi đường trên của SKT T1. Easyhoon là tuyển thủ duy nhất trong lịch sử Giải vô địch thế giới có tỷ lệ chiến thắng là 100% trong những lần thi đấu của mình. Tại trận chung kết giữa SK Telecom T1 & KOO Tigers đã có hơn 36 triệu người theo dõi, với số người xem cùng lúc cao nhất là 14 triệu người xem.
Riot đưa ra một số thay đổi đối với giải đấu, các đội tham gia giải đấu LCS tại Bắc Mỹ và châu Âu sẽ tăng từ 8 lên thành 10 đội. Ngoài ra, bắt đầu từ năm 2015 thì tất cả các đội khi thi đấu sẽ có sự chỉ đạo trực tiếp từ Huấn luyện viên trưởng trong giai đoạn cấm và chọn đội hình thi đấu. Sự thay đổi này khiến vai trò huấn luyện viên chính thức được công nhận. Cũng trong thời gian này, một giải đấu quốc tế chính thức mới cũng được Riot Games công bố mang tên Mid-Season Invitational, diễn ra vào tháng 5 năm 2015, với mỗi khu vực chỉ có một đại diện tham dự duy nhất là các nhà vô địch của các giải khu vực mùa xuân hoặc tương đương.

### Mùa 6 (2016)
Giải vô địch thế giới Liên Minh Huyền Thoại 2016 được tổ chức tại nhiều thành phố của Hoa Kỳ bao gồm: Chicago, San Francisco, New York với trận chung kết được tổ chức tại Los Angeles. Vòng bảng bao gồm 16 đội tuyển chia thành bốn bảng đấu, ở giai đoạn này các trận đấu được thi đấu theo thể thức BO1 lượt đi và lượt về. 2 đội đứng đầu mỗi bảng sẽ đi tiếp vào vòng loại trực tiếp. Tại vòng loại trực tiếp, các đội nhất bảng lần lượt sẽ gặp các đội nhì bảng, thi đấu theo thể thức Bo5. Tại Giải vô địch thế giới mùa 6, SK Telecom T1 tiếp tục là đội đăng quang ngôi vô địch (nhận được 2,028,000 USD), Samsung Galaxy giành vị trí Á quân (nhận được 760,500 USD), ROX Tigers và H2K giành hạng ba (nhận được 380,250 USD mỗi đội). Trong trận chung kết, SKT T1 đã giành chiến thắng 3-2 trước Samsung Galaxy, nâng cao kỷ lục vô địch giải đấu lên con số 3 và cũng là đội đầu tiên vô địch 2 mùa liên tiếp. Faker trở thành MVP của giải và cùng người đồng đội Bengi lần thứ ba nâng cúp vô địch (2013, 2015, 2016). Đồng thời khẳng định khu vực LCK là khu vực mạnh nhất.
Trận chung kết có tới 43 triệu người theo dõi, với trận số lượng người xem cùng lúc cao nhất lên tới 14,7 triệu, phá vỡ kỷ lục về số người xem trận chung kết năm 2015.

### Mùa 7 (2017)
Giải vô địch thế giới Liên Minh Huyền Thoại 2017 được tổ chức từ tháng 9 cho tới đầu tháng 11 năm 2017. Giải được tổ chức tại bốn thành phố lớn của Trung Quốc là Vũ Hán (vòng khởi động và vòng bảng), Quảng Châu (vòng tứ kết), Thượng Hải (vòng bán kết) và Bắc Kinh (trận chung kết).

Lễ khai mạc trận chung kết với hình ảnh rồng ngàn tuổi - sản phẩm của công nghệ CGI

Giải được mở rộng ra thành 24 đội tham dự, trong đó: 3 đội đến từ mỗi khu vực của Hàn Quốc, Trung Quốc, Bắc Mỹ, Châu Âu, Đài Loan/Hồng Kông/Ma Cao; 2 đội của Đông Nam Á và 1 đội tới từ các khu vực Brazil, Bắc Mỹ Latin, Nam Mỹ Latin, Nhật Bản, Thổ Nhĩ Kỳ, Châu Đại Dương, Cộng đồng các Quốc gia Độc lập. Đây là lần đầu tiên giải bỏ vòng loại khu vực Wildcard.
Vòng khởi động (Play-in) bao gồm các đội vô địch của các khu vực Wildcard (riêng Đông Nam Á là á quân GPL mùa hè 2017 vì là khu vực Wildcard xuất sắc nhất tại MSI 2017 nên họ có 2 đội, và đội vô địch GPL mùa hè 2017 được vào thẳng vòng bảng) cùng với các đội hạng ba của 4 khu vực Trung Quốc, Bắc Mỹ, Châu Âu, Đài Loan/Hồng Kông/Ma Cao. 4 đội vượt qua giai đoạn này sẽ đi tiếp vào vòng bảng cùng với 12 đội có mặt sẵn.
Trận chung kết là sự tái ngộ của SK Telecom T1 và Samsung Galaxy. Á quân mùa trước - Samsung Galaxy đã phục thù thành công đế chế SK Telecom T1 sau 3 ván thắng đầy thuyết phục, qua đó trở thành tân vương của giải đấu. Đây là lần thứ 5 liên tiếp nhà vô địch đến từ một trong 2 tổ chức SK Telecom và Samsung của khu vực Hàn Quốc. Giải đấu ở đỉnh điểm đã thu hút hơn 106 triệu người xem và hơn 75 triệu người xem trận chung kết giữa SK Telecom T1 và Samsung Galaxy phá vỡ kỷ lục trước đó tại trận chung kế năm 2016.
Giải đấu được nhiều người đánh giá cao về chất lượng và những màn trình diễn âm nhạc tuyệt vời cũng như lễ khai mạc hoành tráng, đồng thời nhận được sự quan tâm của toàn thế giới nhờ loạt trận kịch tính và giàu cảm xúc. Đây hiện là giải đấu được xem nhiều nhất trong lịch sử Liên Minh Huyền Thoại và được ca ngợi là một trong những giải đấu hay nhất.

### Mùa 8 (2018)
Giải vô địch thế giới Liên Minh Huyền Thoại 2018 diễn ra từ 1 tháng 10 cho tới 3 tháng 11 năm 2018. Giải được tổ chức tại bốn thành phố lớn của Hàn Quốc là Seoul (vòng khởi động), Busan (vòng bảng và vòng tứ kết), Gwangju (vòng bán kết) và Incheon (trận chung kết). Giải đấu sử dụng phiên bản 8.19. 24 đội tham dự giải đấu, trong đó 3 đội cho mỗi khu vực của Hàn Quốc, Trung Quốc, Bắc Mỹ, Châu Âu, Đài Loan/Hồng Kông/Ma Cao; 1 đội vô địch mùa hè cho mỗi khu vực Wildcard gồm Brazil, Bắc Mỹ Latinh, Nam Mỹ Latinh, Nhật Bản, Thổ Nhĩ Kỳ, Châu Đại Dương, Cộng đồng các Quốc gia Độc lập, Đông Nam Á và Việt Nam

Toàn cảnh lễ khai mạc trận chung kết giải Giải vô địch thế giới 2018

Vòng khởi động (Play-in) bao gồm các đội hạng ba của 4 khu vực Trung Quốc, Bắc Mỹ, Châu Âu, Đài Loan/Hồng Kông/Ma Cao và các đội của các khu vực Wildcard (trừ Việt Nam vì là khu vực xuất sắc nhất Mid-Season Invitational 2018 nên được vào thẳng vòng bảng). 4 đội vượt qua giai đoạn này sẽ tiến vào vòng bảng cùng với 12 đội có mặt sẵn.

Nhóm nhạc nữ ảo K/DA biểu diễn tại lễ khai mạc trận chung kết

Đây là Giải vô địch thế giới của rất nhiều "lần đầu tiên". Lần đầu tiên kể từ năm 2012 không có đại diện nào của Hàn Quốc vào tới bán kết. Lần đầu tiên kể từ 2015 không có trận chung kết nội bộ Hàn Quốc. Và lần đầu tiên trận chung kết là cuộc tái ngộ giữa 2 đội từng gặp nhau ở vòng bảng: Invictus Gaming đến từ Trung Quốc đối đầu với Fnatic đến từ Châu Âu - nhà vô địch mùa 1. Mặc dù ở vòng bảng Fnatic có thành tích đối đầu 2-1 trước Invictus Gaming để giành vị trí nhất bảng, nhưng trong trận chung kết Invictus Gaming đã đánh bại hoàn toàn Fnatic với tỉ số 3-0 và lần đầu tiên đưa danh hiệu vô địch thế giới về với khu vực Trung Quốc.
Trận chung kết được theo dõi bởi 99,6 triệu người xem, với lượng người xem đồng thời đạt mức cao nhất là 44 triệu người. Riêng tại Trung Quốc đỉnh điểm có tới hơn 205 triệu người xem, phá vỡ kỷ lục về lượng người xem của trận chung kết năm 2017 và mọi kỷ lục từng có trước đó.
Tại lễ khai mạc trận chung kết, nhóm nhạc nữ K-pop ảo 4 thành viên - K/DA cũng đã có màn debut hoành tráng với ca khúc "Pop/Stars" nhờ công nghệ Thực tế tăng cường (AR).

### Mùa 9 (2019)
Giải vô địch thế giới Liên Minh Huyền Thoại 2019 bắt đầu từ ngày 2 tháng 10 cho đến 10 tháng 11 năm 2019. Giải được tổ chức tại 3 quốc gia ở Châu Âu: Berlin (Đức) (Vòng khởi động, vòng bảng), Madrid (Tây Ban Nha) (Tứ kết, bán kết) và Paris (Pháp) (Chung kết). Phiên bản 9.19 là phiên bản áp dụng cho giải đấu lần này. Với sự góp mặt của 24 đội tuyển mạnh nhất từ khắp các khu vực trên thế giới quy tụ lại để tranh nhau chiếc cúp danh giá - Summoner's dựa trên vị trí của họ trong các giải đấu khu vực cũng như kết quả đạt được của khu vực trong giải đấu quốc tế trước đó.
Trận chung kết diễn ra vào ngày 10 tháng 11 năm 2019 giữa FunPlus Phoenix của LPL và G2 Esports của LEC tại AccorHotels Arena (Paris). FunPlus Phoenix đã xuất sắc giành chiến thắng trước G2 Esports với tỉ số áp đảo 3-0, giúp Trung Quốc và LPL vô địch thế giới lần thứ 2 liên tiếp. Sau chiến thắng này của FunPlus Phoenix, tuyển thủ đi rừng Gao "Tian" Tianliang được vinh danh là MVP của giải đấu.

### Mùa 10 (2020)
Giải vô địch thế giới Liên Minh Huyền Thoại 2020 được tổ chức từ ngày 25 tháng 9 đến ngày 31 tháng 10 năm 2020 tại Thượng Hải, Trung Quốc. Với 22 đội đủ điều kiện tham dự dựa trên vị trí trong các giải đấu khu vực của riêng họ và kết quả đạt được của khu vực trong giải đấu quốc tế trước đó. Do vấn đề hạn chế đi lại liên quan đến đại dịch COVID-19, hai đội đủ điều kiện đại diện cho khu vực Việt Nam - Vietnam Championship Series đã không thể tham dự giải đấu.
Tất cả các trận đấu (ngoại trừ chung kết) được tổ chức tại một địa điểm duy nhất - Media Tech Studio Thượng Hải mà không có khán giả nào tham dự, riêng trận chung kết và trước đó là lễ khai mạc được tổ chức tại Sân vận động bóng đá Phố Đông như là sự kiện khánh thành của sân vận động này, với số lượng giới hạn 6.312 khán giả do vấn đề đại dịch COVID-19.
Tại trận chung kết diễn ra ở sân vận động Phố Đông, đội tuyển DAMWON Gaming của LCK - Hàn Quốc đã xuất sắc giành chiến thắng trước chủ nhà Suning của LPL - Trung Quốc với tỉ số 3-1 qua đó trở thành tân vương của giải đấu này. Tuyển thủ đi rừng Kim "Canyon" Geon-bu được vinh danh là MVP của giải đấu.

### Mùa 11 (2021)

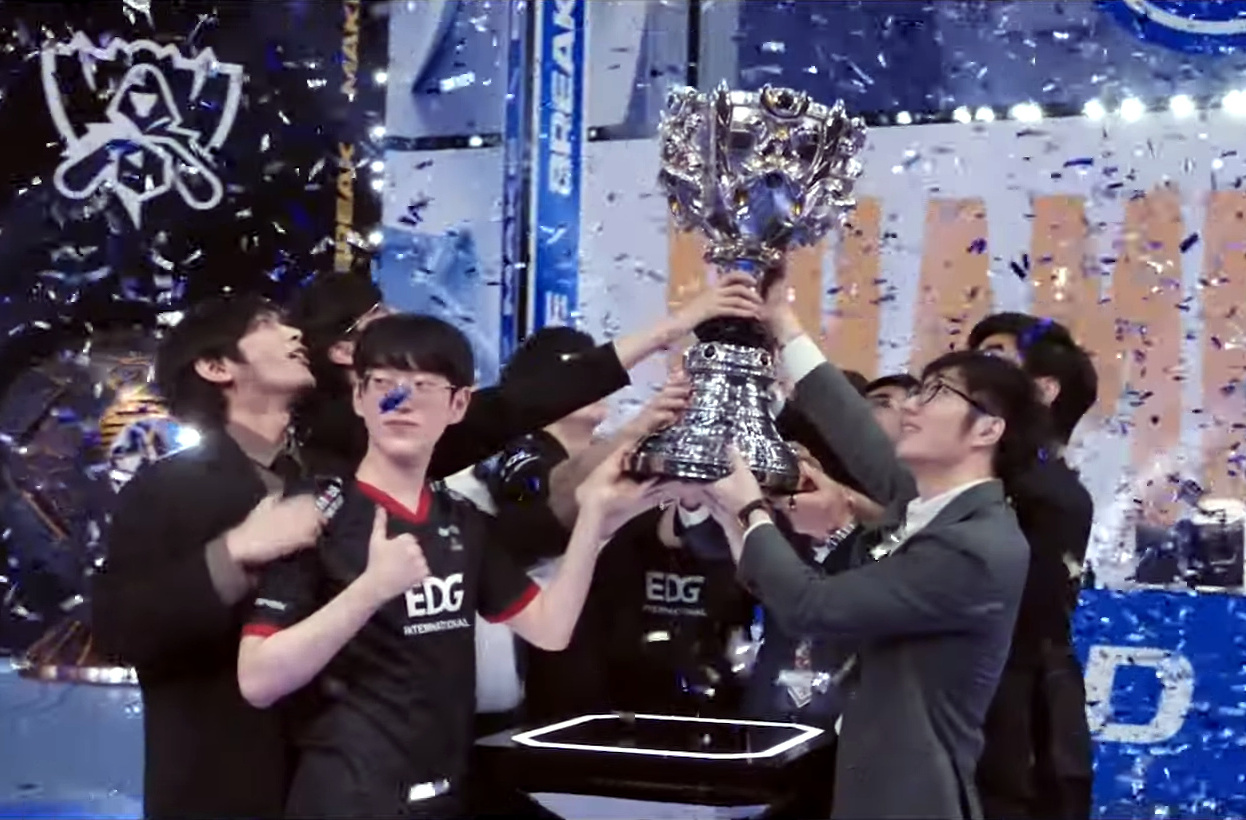
EDward Gaming lần đầu vô địch giải đấu 2021

Giải vô địch thế giới 2021 được tổ chức từ ngày 5 tháng 10 cho đến ngày 6 tháng 11 năm 2021 tại sân vận động trong nhà Laugardalshöll, Reykjavík, Iceland. Với 22 đội đủ điều kiện tham dự dựa trên vị trí trong các giải đấu khu vực của riêng họ và kết quả đạt được của khu vực trong giải đấu quốc tế trước đó. Do vấn đề hạn chế đi lại liên quan đến đại dịch COVID-19, hai đội đủ điều kiện đại diện cho khu vực Việt Nam - Vietnam Championship Series đã không thể tham dự giải đấu.
Tất cả các trận đấu được tổ chức tại một địa điểm duy nhất là khu phức hợp thể thao Laugardalshöll, thuộc thủ đô Reykjavík của Iceland mà không có khán giả nào tham dự.
Tại trận chung kết, đội tuyển EDward Gaming của LPL - Trung Quốc đã xuất sắc giành chiến thắng trước DAMWON Gaming KIA của LCK - Hàn Quốc với tỉ số 3-2, qua đó trở thành tân vương của giải đấu này. Người đi đường giữa của Edward Gaming, Lee "Scout" Ye-chan, được vinh danh là MVP của trận đấu.

### Mùa 12 (2022)
Giải vô địch thế giới 2022 được tổ chức từ ngày 29 tháng 9 đến ngày 5 tháng 11 năm 2022 tại 4 thành phố trên khắp Bắc Mỹ: Mexico (khởi động), New York (vòng bảng & tứ kết), Atlanta (bán kết) và San Francisco (chung kết). 24 đội đủ điều kiện tham gia giải dựa trên vị trí trong các giải đấu khu vực của họ và kết quả khu vực trước đó trong giải đấu quốc tế. Do cuộc xâm lược Ukraine của Nga, các đội  từ khu vực CIS không thể cử đại diện tham gia sự kiện này.
Trận chung kết diễn ra tại Chase Center vào ngày 5 tháng 11 năm 2022 giữa 2 đại diện đều đến từ LCK, T1 và DRX. Trong trận chung kết, DRX đánh bại T1 với tỷ số 3–2, trở thành đội đầu tiên giành chức vô địch sau khi bắt đầu thi đấu từ vòng khởi động. Người đi đường trên của DRX, Hwang "Kingen" Seong-hoon, được vinh danh là MVP của trận đấu. Chiến thắng của họ được ví như "hành trình kỳ diệu", vì họ dự giải từ vòng khởi động với tư cách là đại diện hạt giống số 4 của Hàn Quốc, và đã đánh bại một số đội được đánh giá cao và thành công hơn trong suốt chặng đường, bao gồm cuộc lội ngược dòng 3–2 trước nhà vô địch thế giới Edward Gaming ở tứ kết và đánh bại nhà vô địch LCK Mùa Hè Gen.G 3–1 ở bán kết.

### Mùa 13 (2023)
Giải vô địch thế giới 2023 được tổ chức từ ngày 10 tháng 10 đến ngày 19 tháng 11 năm 2023 tại 2 thành phố của Hàn Quốc: Seoul và Busan. 22 đội đủ điều kiện tham gia giải dựa trên vị trí trong các giải đấu khu vực của họ và kết quả khu vực trước đó trong giải đấu quốc tế. Trong đó, một đội giành quyền tham gia sự kiện thông qua Vòng loại Thế giới mới giữa các đội hạt giống thứ tư từ LEC và LCS.
Thể thức của giải này khác với các phiên bản trước, khi mà vòng khởi động bây giờ bao gồm 8 đội được chia thành 2 bảng đấu theo thể thức nhánh thắng - nhánh thua để chọn ra 4 đội chia thành 2 cặp thi đấu loại trực tiếp. Ở đó, hai đội chiến thắng lọt vào giai đoạn tiếp theo cùng với 14 đội khác đã chờ sẵn, thi đấu theo hệ Thụy Sĩ để xác định 8 suất vào vòng loại trực tiếp, nơi tìm ra đội vô địch cuối cùng của giải đấu giải đấu.
Trận chung kết được diễn ra tại Gocheok Sky Dome vào ngày 19 tháng 11 năm 2023 giữa Weibo Gaming từ LPL và T1 từ LCK. Trong trận chung kết, T1 đã đánh bại Weibo Gaming 3–0, Người đi đường trên của T1, Choi "Zeus" Woo-je, được vinh danh là MVP của giải đấu, trong khi đồng đội Lee "Faker" Sang-hyeok trở thành tuyển thủ đầu tiên giành được 4 chức vô địch Thế giới.

### Mùa 14 (2024)
Giải vô địch thế giới 2024 được tổ chức từ ngày 25 tháng 9 đến ngày 2 tháng 11 năm 2024, với sự kiện diễn ra tại ba thành phố trên khắp châu Âu: Berlin, Paris và London. 22 đội đủ điều kiện tham gia Giải vô địch thế giới dựa trên thành tích từ các giải đấu khu vực và kết quả trong mùa giải MSI năm nay, với hạt giống số 4 của LCK và LPL ở vòng loại Thụy Sĩ được phân bổ lại cho đội chiến thắng và một đội từ khu vực có thành tích tốt nhất của sự kiện.
Trong buổi phát sóng trận chung kết Giải vô địch thế giới 2023, Riot Games đã thông báo rằng trận chung kết của Giải vô địch thế giới năm 2024 sẽ diễn ra tại London ở The O2 Arena vào ngày 2 tháng 11 năm 2024.
Ban nhạc Mỹ Linkin Park đã đóng góp bài hát "Heavy Is the Crown" làm bài hát chủ đề của giải đấu và biểu diễn trực tiếp trên sân khấu chung kết ở London.
Trong trận chung kết, đương kim vô địch thế giới T1 đã đánh bại BLG với tỷ số 3-2, kéo dài kỷ lục của họ về số lần vô địch thế giới nhiều nhất mà một đội duy nhất giành được, với Lee "Faker" Sang-hyeok trở thành tuyển thủ đầu tiên giành được năm chức vô địch thế giới, cùng với người đầu tiên giành được 2 F.MVP Chung kết.

### Mùa 15 (2025)
Nhà phát triển Riot Games đã thông báo Giải vô địch thế giới Liên minh huyền thoại 2025 sẽ diễn ra tại Trung Quốc. Thông báo này được đưa ra cùng với tin tức về thỏa thuận tài trợ mở rộng với nhà sản xuất điện thoại thông minh OPPO. Sau đó, Riot Games xác nhận Bắc Kinh sẽ tổ chức vòng play-in & vòng Thụy Sĩ, Thượng Hải sẽ tổ chức vòng tứ kết & bán kết, còn trận chung kết sẽ được tổ chức tại Thành Đô. Giải đấu này dự kiến có tổng cộng 17 đội, với các suất MSI được giữ nguyên và 3 đội đứng đầu mỗi khu vực cạnh tranh mới của LMHT (Châu Mỹ, EMEA, Hàn Quốc, Trung Quốc và Châu Á - Thái Bình Dương) tham dự. Một trận play-in Bo5 sẽ được tổ chức trước vòng Thụy Sĩ giữa 2 đội hạt giống số 4 thông qua thành tích của các khu vực tại MSI.

## Cúp vô địch
Summoner's Cup - chiếc cúp dành riêng cho nhà vô địch thế giới, là biểu tượng đại diện cho đỉnh vinh quang trong đấu trường thi đấu chuyên nghiệp của bộ môn thể thao điện tử Liên Minh Huyền Thoại.
Chiếc cúp của giải đấu có tên Summoner's Cup, xuất hiện từ Giải vô địch thế giới lần thứ 2 (2012). Riot đã ủy thác cho một thương hiệu về bạc rất nổi tiếng ở London (Anh) để làm chiếc cúp này là Thomas Lyte Silver – nơi đã làm nên chiếc cúp FA của giải bóng đá lâu đời nhất thế giới hay chiếc Ryder Cup của môn golf.
Summoner's Cup có khối lượng lên tới 32 kg, được làm ra bởi 18 người thợ cơ khí trong suốt 2 tháng. Điều đáng chú ý là dự án làm chiếc cúp này không phải do Riot nghĩ ra mà được cộng đồng game thủ Liên Minh Huyền Thoại vẽ nên và sau đó đưa lên Riot. Trải qua vài lần chỉnh sửa, chiếc cúp có hình dáng như hiện tại.
Tuy là chiếc cúp dành cho đội vô địch giải đấu, nhưng họ không được phép giữ lại mà mỗi thành viên trong đội sẽ nhận được một phiên bản thu nhỏ của Summoner's Cup. Sau khi kết thúc trận chung kết, đội vô địch sẽ cùng nhau nâng Summoner's Cup lên và sau đó nó sẽ được cất giữ lại cho đến Giải vô địch thế giới năm sau.
Bắt đầu từ Giải vô địch thế giới 2019, Louis Vuitton (LV), thương hiệu thời trang xa xỉ nổi tiếng thế giới, đã hợp tác với Riot Games để tạo ra hộp đựng Cúp Summoner, và sẽ được trao cho nhà vô địch của Giải vô địch thế giới. Hộp có họa tiết truyền thống của LV cùng những yếu tố tiên tiến lấy cảm hứng từ vũ trụ LMHT.
Tại giải vô địch thế giới lần thứ 12, Riot Games đã kết hợp cùng Tiffany & Co thiết kế lại hoàn toàn chiếc cúp này để đánh dấu một kỷ nguyên mới cho nền thể thao điện tử của Liên Minh Huyền Thoại, đây cũng là lần đầu tiên Summoner's Cup được thay đổi hoàn toàn diện mạo sau 10 năm tồn tại.
Theo Riot Games, chiếc cúp hiện mang một thiết kế hiện đại "làm bằng bạc sterling, bạc mịn, thép không gỉ, đồng thau và gỗ", với thiết kế tay cầm đại diện cho từng vai trò của từng thành viên trong đội. Cùng với đó, tên đội tuyển, thành viên,... của các đội vô địch sẽ được khắc vào phần thân dưới của chiếc cúp. "Summoner's Cup mới được thiết kế để tôn vinh quá khứ của LMHT, đồng thời đánh dấu kỷ nguyên tiếp theo của LoL Esports", theo phát ngôn chính thức của nhân viên LoL Esports.

## Kết quả

### Theo năm
| Năm  | Địa điểm chung kết | Chung kết            | Chung kết | Chung kết | Chung kết             |
| Năm  | Địa điểm chung kết | Vô địch              | Tỉ số     | Tỉ số     | Á quân                |
| ---- | ------------------ | -------------------- | --------- | --------- | --------------------- |
| 2011 | Jönköping          | Fnatic               | 2         | 1         | against All authority |
| 2012 | Los Angeles        | Taipei Assassins     | 3         | 1         | Azubu Frost           |
| 2013 | Los Angeles        | SK Telecom T1        | 3         | 0         | Royal Club            |
| 2014 | Seoul              | Samsung Galaxy White | 3         | 1         | Star Horn Royal Club  |
| 2015 | Berlin             | SK Telecom T1        | 3         | 1         | KOO Tigers            |
| 2016 | Los Angeles        | SK Telecom T1        | 3         | 2         | Samsung Galaxy        |
| 2017 | Bắc Kinh           | Samsung Galaxy       | 3         | 0         | SK Telecom T1         |
| 2018 | Incheon            | Invictus Gaming      | 3         | 0         | Fnatic                |
| 2019 | Paris              | FunPlus Phoenix      | 3         | 0         | G2 Esports            |
| 2020 | Thượng Hải         | DAMWON Gaming        | 3         | 1         | Suning                |
| 2021 | Reykjavík          | Edward Gaming        | 3         | 2         | DWG KIA               |
| 2022 | San Francisco      | DRX                  | 3         | 2         | T1                    |
| 2023 | Seoul              | T1                   | 3         | 0         | Weibo Gaming          |
| 2024 | Luân Đôn           | T1                   | 3         | 2         | Bilibili Gaming       |

### Theo khu vực
(*): Khu vực có 2 đội kết thúc ở vị trí thứ 3-4 trong cùng một năm.
| Khu vực                        | Vô địch | Á quân | Tổng |
| ------------------------------ | ------- | ------ | ---- |
| Hàn Quốc - LCK                 | 9       | 6      | 15   |
| Trung Quốc - LPL               | 3       | 5      | 8    |
| EMEA - LEC                     | 1       | 3      | 4    |
| Châu Á - Thái Bình Dương - LCP | 1       | 0      | 1    |

### Đội tuyển
*   Đội/tổ chức đã giải tán, bị mua lại hoặc không còn tham gia giải đấu khu vực.
| Đội                   | Vô địch | Á quân | Tổng |
| --------------------- | ------- | ------ | ---- |
| T1                    | 5       | 2      | 7    |
| Gen.G Esports         | 2       | 1      | 3    |
| Fnatic                | 1       | 1      | 2    |
| Dplus KIA             | 1       | 1      | 2    |
| Invictus Gaming       | 1       | 0      | 1    |
| Taipei Assassins      | 1       | 0      | 1    |
| FunPlus Phoenix       | 1       | 0      | 1    |
| Edward Gaming         | 1       | 0      | 1    |
| DRX                   | 1       | 0      | 1    |
| Royal Never Give Up   | 0       | 2      | 2    |
| Weibo Gaming          | 0       | 2      | 2    |
| G2 Esports            | 0       | 1      | 1    |
| Hanwha Life Esports   | 0       | 1      | 1    |
| against All authority | 0       | 1      | 1    |
| CJ Entus              | 0       | 1      | 1    |
| Bilibili Gaming       | 0       | 1      | 1    |